# Japanmatte
Als Japanmatte bezeichnet man spezielle Filter, die in Pools und Gartenteichen zum Filtern des Wassers verwendet werden. Japanmatten sind etwa 3,5 cm starke Platten aus rauen Einzelfäden auf Polyester-Basis. Durch diese Struktur haben sie eine große Oberfläche, die eine Ansiedlungsfläche für Bakterien bietet, welche unerwünschte Stoffe aus dem Wasser entfernen können. 
Japanmatten werden in einem System von Filterkammern meist in der zweiten Kammer eingesetzt. Zunächst werden grobe Verunreinigungen beispielsweise durch Filterbürsten aus dem Wasser entfernt, bevor durch die Bakterien auf den Japanmatten dann eine biologische Filtration stattfindet. 